# Bitwa o Żywiec
Bitwa o Żywiec – starcie zbrojne, które nastąpiło od 3 lutego do 5 kwietnia 1945 między wojskami Armii Czerwonej a wojskami niemieckimi, skutkujące zdobyciem Żywca i zakończeniem władzy nazistowskiego reżimu III Rzeszy na ziemi żywieckiej.

## Przebieg walk
W wyniku ofensywy styczniowej, która ruszyła 12 stycznia 1945 roku z linii rzeki Wisły oraz kolejnych operacji zaczepnych wojska radzieckie 2 lutego 1945 roku dotarły do Żywca. Atak na miasto w którym bronili się Niemcy przeprowadzili żołnierze należący do 1 Gwardyjskiej Armii dowodzonej przez gen. płk. Andrieja Greczkę. 
Przygotowane wcześniej umocnienia oraz teren górzysto-lesisty sprzyjał obronie. Atakujące wojska radzieckie zostały zatrzymane i zmuszone do zajęcia pozycji obronnych. Wznowienie działań zaczepnych nastąpiło dopiero 24 kwietnia. Nacierający na lewym skrzydle żołnierze 128 Dywizji Piechoty Górskiej dowodzeni przez gen. mjr. M. Kołdubowa 5 kwietnia 1945 roku przełamali niemiecką obronę. Wdarli się do miasta i po walkach ulicznych rozbili niemiecką załogę. Żywiec był jednym z ostatnich miast Podkarpacia który został uwolniony od niemieckiej okupacji. 
W walkach o zakończenie panowania reżimu III Rzeszy na ziemi żywieckiej poległo 1450 żołnierzy Armii Czerwonej. Pochowano ich na  cmentarzu w Żywcu-Moszczanicy w 48 zbiorowych mogiłach.